# レイラ・バロス
レイラ・ゴメス・デ・バロス（Leila Gomes de Barros, 1971年9月30日 - ）は、ブラジルの政治家、元バレーボール・ビーチバレー選手。ポジションはウイングスパイカー。元バレーボールブラジル女子代表。左利き。

## 来歴
15歳の時にバレーボールを始める。2001年7月にビーチバレーに転向、2003年にインドアに復帰した。
1995年ワールドカップで準優勝、1999年ワールドカップで第3位。1994年世界選手権にも出場している。ワールドグランプリでは、1996年、1998年の優勝に貢献するとともに、それぞれMVPを獲得した。
アトランタオリンピックとシドニーオリンピックでは、それぞれ銅メダルを獲得した。
2018年10月、ブラジル国民会議上院選挙にブラジリア連邦直轄区から立候補して当選し、2019年から2027年までの任期で上院議員を務めている。

## 球歴
- オリンピック - 1996年（銅メダル）、2000年（銅メダル）
- 世界選手権 - 1994年（銀メダル）
- ワールドカップ - 1995年（銀メダル）、1999年（銅メダル）
- ワールドグランプリ - 1996年（優勝）、1998年（優勝）、2004年（優勝）

## 所属クラブ
- L'Ácqua di Fiori （1992-1995年）
- BCN/Osasco （1995-1996年）
- MRV/Suggar （1996-1998年）
- Leites Nestlé （1998-1999年）
- CR Flamengo （2000-2001年）
- Brasil Telecom （2001-2003年）
- レクソーナ・アデス （2003-2005年）